# شهریوش
شهریوَش که همچنین به نام شهرنوش شناخته شده، حاکم سلسله پادوسپانیان از ۱۱۱۷ تا ۱۱۶۸ میلادی بوده‌است. او پسر و جانشین هزاراسپ یکم بود.

## زندگی‌نامه
در ۱۱۴۰ سلطان سلجوقی، احمد سنجر، ارتشی تحت فرماندهی عباس، امیر ری، برای حمله به مازندران و تسخیر قلمروهای ولی نعمتش منجمله باوندیه راهی کرد تا به جنگ علی یکم بشتابد. عباس به آمل رفت و چند حاکم جزئی مازندران مانند شهریوش اعلان اطاعت کردند. بعد از مدتی علی نیز با عباس صلح‌نامه امضا کرد. در ۱۱۴۲ علی جایگاه خود را به شاه غازی رستم چهارم سپرد ولی سلطان سنجر و شهریوش از برادر او تاج‌الملوک مرداویج حمایت کردند؛ ولی با درگرفتن نبرد شهریوش سوی خود را تغییر داده و حامی شاه غازی شد. شاه غازی رستم چهارم در مدت کوتاهی پاداش شهریوش را داده و دخترش (یا خواهرش) را با جهیزیه دو شهر ناتل و پایدشت به شهریوش سپرد. شهریوش چندی بعد در ۱۱۶۸ درگذشت و برادرش کیکاووس یکم جانشین او شد.